# Auzouville-l'Esneval
Auzouville-l'Esneval is een gemeente in het Franse departement Seine-Maritime (regio Normandië) en telt 354 inwoners (1999). De plaats maakt deel uit van het arrondissement Rouen.

## Geografie
De oppervlakte van Auzouville-l'Esneval bedraagt 5,6 km², de bevolkingsdichtheid is 63,2 inwoners per km².
De onderstaande kaart toont de ligging van Auzouville-l'Esneval met de belangrijkste infrastructuur en aangrenzende gemeenten.

## Demografie
Onderstaande figuur toont het verloop van het inwonertal (bron: INSEE-tellingen).